# カンボジアの鉄道
カンボジアの鉄道（カンボジアのてつどう）では、カンボジアにおける鉄道について記す。

## 概要

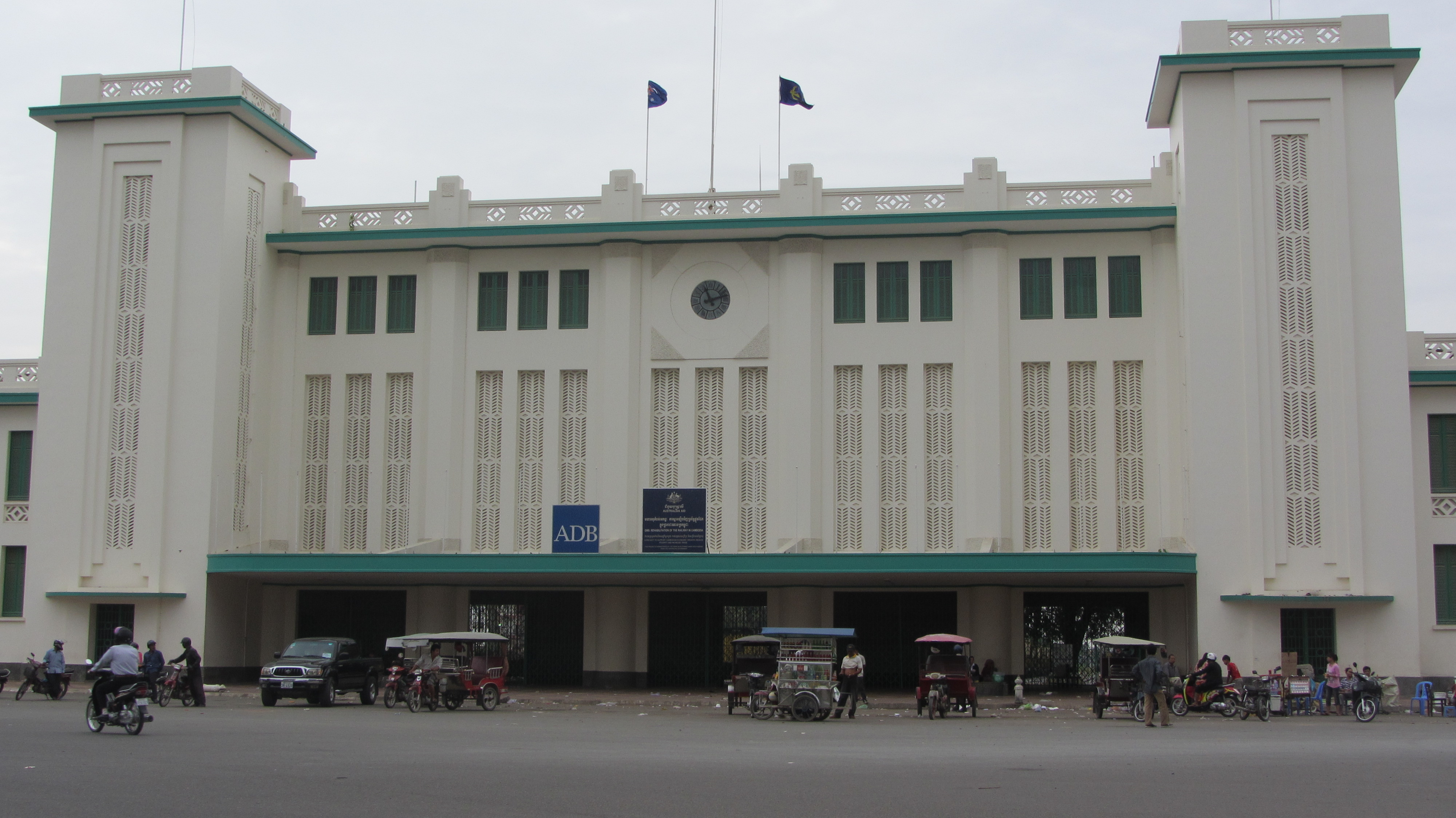
プノンペン駅(2014年)

カンボジア鉄道は、590.9 km全区間が非電化単線で、軌間は1,000 mmである。
2019年現在、北線および南線の2つの路線が存在し、両路線とも2009年までは公共事業・運輸省管轄下のカンボジア・ロイヤル鉄道（フランス語: Chemins de fer Royaux du Cambodge (CFRC)、英語: Royal Railways of Cambodia (RRC)）が、以後は地場資本のロイヤルグループ（英語: The Royal Group）が運営している。
以前はカンボジア内戦の影響で施設などが荒廃し、全線で最高速度35km/h程度で運行されていた。書類上は蒸気機関車が1両、ディーゼル機関車が19両、客車が20両、貨車が210両在籍しており、貨車を代替客車として用いている列車が多いという。使用されている車両もかなり荒廃が進んでいた。
2002年時点での年間の旅客および貨物の輸送量は、それぞれ11万人/2,000万人キロ、55万7,000トン/1億6,000万トンキロであったが、その後さらに輸送量が減少していた。
内戦終結後はアジア開発銀行やオーストラリア等の支援を背景に、また近年では中華人民共和国が掲げる「一帯一路」構想の元で施設の近代化や鉄道の運行再開、隣国との接続事業が進められている。

## 歴史

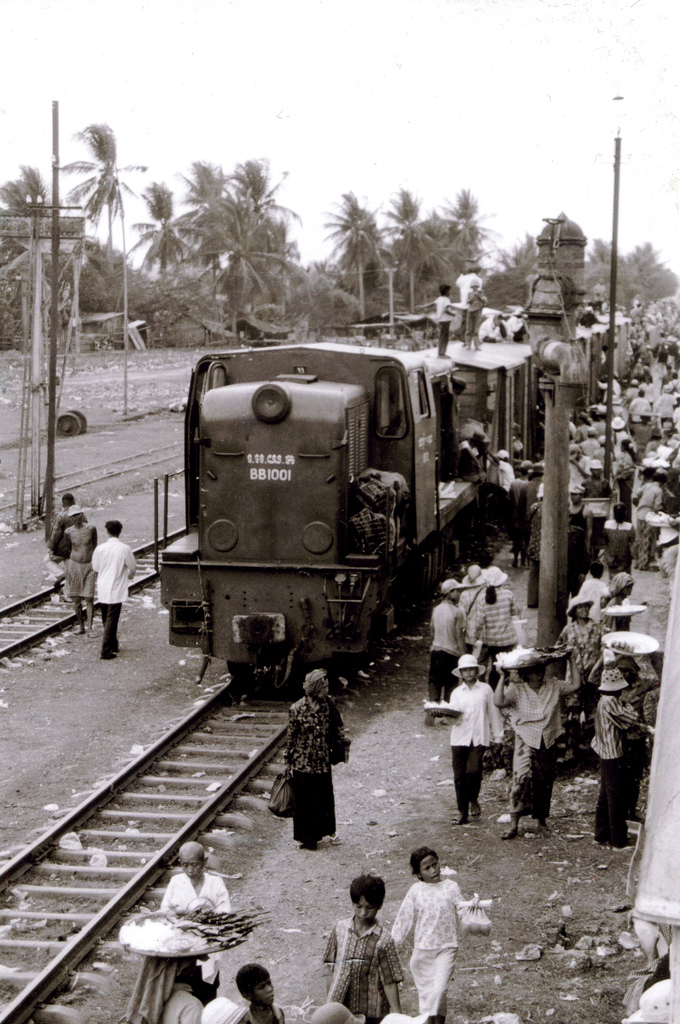
カンボジアの鉄道(1950年代)

1890年頃、シェムリアップ付近に石材輸送用の鉄道が敷設されていたが、詳細はわかっていない。
カンボジアがフランス植民地の仏領インドシナであった1929年に、北線に着工した。プノンペンからポイペトまでの計画で、農産物や木材の輸送を目的としていた。まず1932年6月にプノンペンとプルサトの間が、旧日本軍占領中の1942年に残りの区間がそれぞれ開業した。1943年からは隣国タイ王国のタイ国有鉄道と共同での国際列車の運行も開始された。一部中断期間をはさみながら、この列車は1961年10月まで運行された。
南線は主にシアヌークビルの港湾での輸出入貨物を取り扱うことを目的として1960年から建設が始まり、1969年に全線が開通した。こうしてカンボジアの鉄道は北線と南線合わせて約650 kmを有することになった。
しかし1970年代のカンボジア内戦により設備は破壊され、大きく荒廃することになった。1975年4月にポル・ポトが政権を握ると、その急進的な共産主義政策のために鉄道員が全て農村へ追放され、革命の同志だけによる鉄道の運営が試みられた。しかしこれには失敗し、ほどなく追放が撤回されて鉄道員は呼び戻されて再び運営に当たらされることになった。1979年1月にポル・ポト政権が崩壊した際には、プノンペンから脱出するポル・ポト軍は逃走列車を仕立ててタイ国境方面へ逃亡した。
内戦終結後はアジア開発銀行やオーストラリア国際開発庁、OPEC国際開発基金の支援を受けて鉄道の復旧が進められた。2007年1月からようやく「鉄道リハビリプロジェクト」が開始されて鉄道の本格的な修復が行われた。この鉄道リハビリプロジェクトでは、軸重を20トンに増強し、枕木のPC枕木化、マレーシアから供与された中古レールによるレール更新、最高速度の50 km/hへの引き上げなど既存路線の改良が行われると同時に、北線はタイ側のアランヤプラテートまでの再連結作業が行われることになっていた。30ヶ月の期間と6371万ドルの費用が見積もられた。しかし、アジア開発銀行等の資金が南線の復旧だけで枯渇し、北線についてはカンボジア政府の自己資金で細々と進められた。
2010年10月22日、南線最初の修復区間であるプノンペンから南部カンポート州トゥクミアス間（117 km）までが完成し、列車の運行が開始された。残りのシアヌークビルまでは2010年に貨物輸送を、2016年4月9日には14年振りとなる旅客輸送を再開した。
北線についても復旧工事が進められ、2018年4月4日にセレイ・サオポアン（シソポン）からポイペト間（48 km）、4月29日にバタンバンからセレイ・サオポアン（シソポン）間（65 km）とタイ側から順次運行が再開され、7月ついに首都・プノンペンからポイペトまで約390 kmの全線運行が可能となった。引き続き国境を越えてタイ側との線路の連結についても工事が行われ、こちらは2019年4月に45年振りに接続された。接続時にタイ国鉄の気動車がここを通って譲渡された他、2021年10月にはタイ側から貨物列車が中古レールや枕木等を乗せて初めて国境を越えたが、2024年1月現在でも国際旅客列車の運行は行われていない。

## 運行事業者
- ~2009年
  - カンボジア王立鉄道（カンボジア国鉄（Royal Railways）
- 2009年~
  - トールロイヤル（Toll Royal Railways） → ロイヤルグループ（The Royal Group of Cambodia）

当初はコンセッション方式によってカンボジアのロイヤルグループとオーストラリアのトール社の合弁事業で開始されたが、2014年にトール社が撤退し、以後はロイヤルグループによる単独運営となっている。
しかし、事故の多さや旅客数の少なさに不満を募らせたフン・セン首相は2019年3月の政府民間フォーラムでロイヤルグループとの契約打切りを示唆しており、翌月に訪中した際には運営面で中国国家鉄路集団有限公司の、車両など設備面では中国中車股份有限公司の支援を要望したと報じられている。

## 路線
書類上は北線には49駅、南線には27駅があるが、内戦により駅舎などが破壊されておりまともに機能しておらず、交換設備はいくつかの駅にあるが、運転本数が少ないため利用されていなかった。車両基地と鉄道工場はプノンペン1箇所である。全線単線非電化で、閉塞も事実上全線1閉塞で運転士の注意力に頼って運転されていた。軌条は37 - 40 kgレールを使用し、軸重は最大15 tである。
内戦で施設に大きな被害を受けた上、軌道敷に地雷が敷設されたり沿線がスラム化したりなどで立ち入りが危険な場所もあることから保線作業がろくに行われておらず、軌道の荒廃がひどくなっていた。

### 北線
北線は首都プノンペンを起点に北西方向へ走っている。全線に渡りほぼ平坦で、橋梁が175箇所、のべ3,794 m存在する。老朽化と損傷が著しく、早急に架け替えが必要な橋も多数存在していた。
2018年にプノンペンからポイペトまでの全区間（385 km）が再開。途中の主要経由地はバッダング（Batdaung、プノンペンから31 km）、プルサト（Pursat、同160 km）、バタンバン（同273 km）。
また、タイ国境を越えた先のアランヤプラテート（プノンペンから390 km）からはタイ国有鉄道が運行されており、1974年に両国の関係が悪化して分断されるまではこの区間も接続して運行が行われていた。この経路を利用すると、両国の首都であるプノンペン・バンコク間は延長655 kmであった。2015年には「南部経済回廊」の一環としてこの区間の再接続が両国間で合意され、2019年4月22日より実際に運行が再開された。

### 南線
南線はプノンペンから9.4 kmのところにあるフォーク (Fork) で北線から分岐してシアヌークビルまでの267 km（プノンペン - フォークは重複計算）の路線である。途中の主要経由地はタケオ（プノンペンから75 km）、カンポット（同166 km）である。勾配がわずかに存在し、橋梁は97箇所とカルバートが488箇所の合計337 mがある。南線の橋は開通が新しいことから北線に比べれば状況が良好である。
カンボジアで唯一の深水港を有す重要港湾として経済特区（SEZ）に指定されているシアヌークビルは、中国が推し進める「一帯一路」構想による投資拡大の影響で近代化が目覚ましく、また“第二のマカオ”とも称され中国からの観光客が急増するなどリゾート化が顕著である。そこで、このプノンペン・シアヌークビル間に高速鉄道を建設するプロジェクトが、中国によって計画されている。

### 空港線
2017年、プノンペン国際空港までの支線が建設された。105Kストリート上にレールを敷設した併用軌道となったため、住民による反対運動が起こった
2018年4月10日、プノンペン・ロイヤル駅からプノンペン国際空港駅までの支線が開業した。所要時間は約30分、運賃は10,000リエル、または2.5ドル。開業当初、気動車+客車1両による運行であったが、メキシコ製の新型気動車 AS1000 に置き換えられた。プノンペン駅構内南側に、専用の乗降場も設置された。
2020年7月より運休し、レールは埋められている。

## 運行

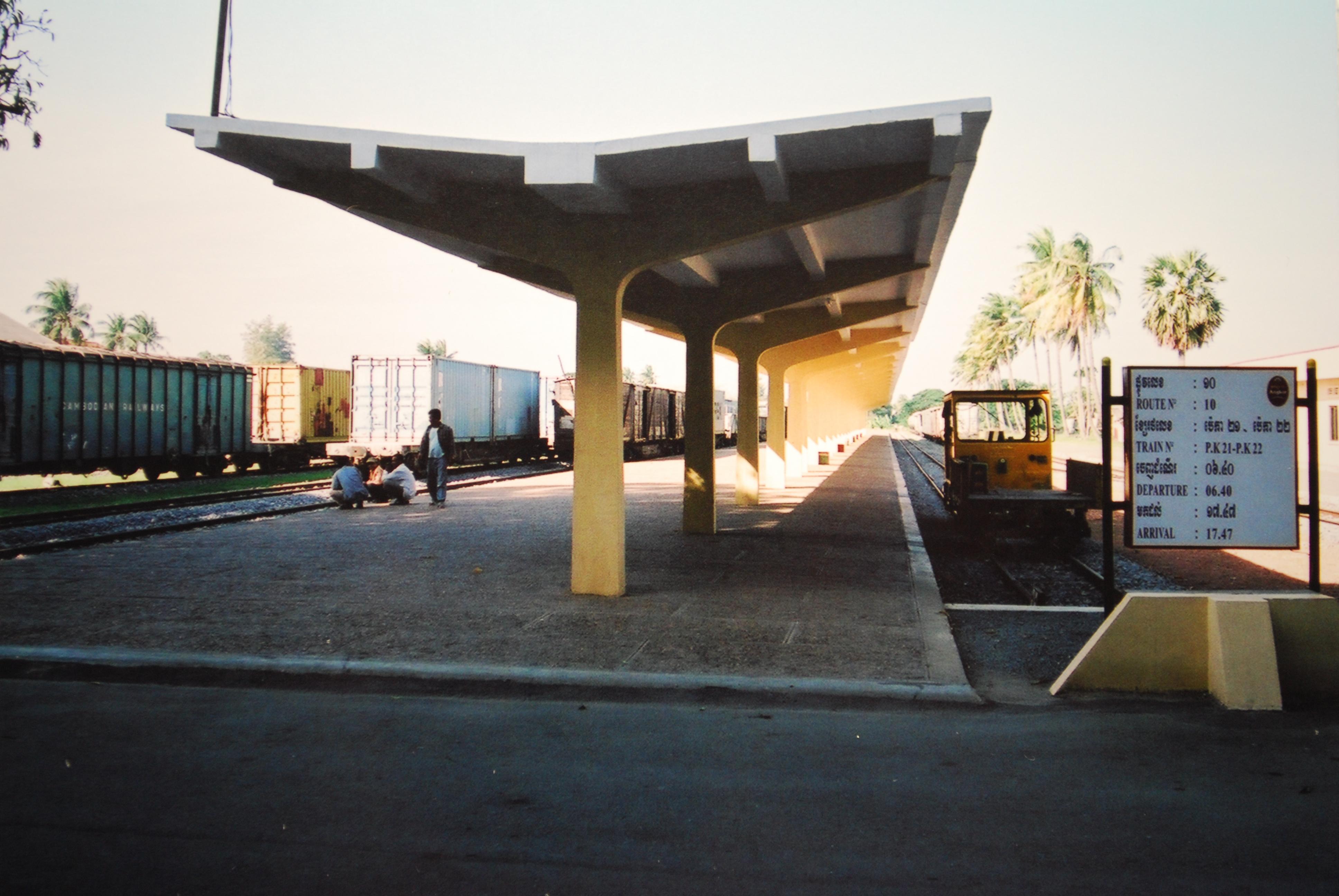
プノンペン駅のホーム

2005年8月改正のダイヤによれば、北線は1日3本、南線は1日1本の列車が設定されていることになっていたが、貨物輸送量が減少していることから実際には輸送する貨物が集まり次第運行という状況であった。輸送品目は北線がセメント、南線がセメントに加え石油が中心であった。
旅客列車については2005年8月のダイヤ改正で北線のみ1週間に1回に削減された。
南線の旅客列車は旅客減少が激しく山賊に襲撃されるなどの治安問題もあって、2016年に再開されるまで打ち切られていた。
北線の旅客列車は毎週土曜日にプノンペン6時20分発、バタンバン17時57分着、その折り返しで毎週日曜日にバタンバン6時40分発、プノンペン20時40分着で運行されているが、遅延が酷くまともに時刻表通りに運行できないほか、車両の都合などで運休が多発していた。治安状況が悪いため、沿線の治安状況を見て随時運行が決定されるという有様であった。
旅客列車も混合列車として運行されている。地雷に当たった時の旅客への被害を避けるための名残で、終点の駅で組成替えをして必ず客車が列車の最後尾になるようにして運転している。貨物列車であっても貨車に乗車する旅客が多く見受けられており、このことから南線の旅客利用も物理的には可能な状況である。
並行している国道がよく整備されており、一般の足はバスに移行して、鉄道は一般的な交通機関とは言い難い状況となっていた。特に治安状況から外国人の利用は困難な状況で、外国人に対する案内も殆どなく、現地のクメール語を理解できなければ利用は困難であった。
2009年11月現在、週一往復していたプノンペンからバタンバン間の定期列車も完全に運休状態となっていたようで、同区間で使用していた客車と機関車はプノンペン駅構内に留置され、特に客車は走行が困難な状態にあった。
2016年より、南線のプノンペンからシアヌークビル間の旅客列車の運行を再開した。金～月曜日、週4往復運行中。約260kmの行程を8時間以上かけて運行されており、利用状況を見ながら本格的な運転に移行するかどうかの是非を検討するという。
2018年4月4日にセレイ・サオポアンからタイとの国境にあるポイペトまでの列車の運行が再開され、4月29日にはシソポンからバッタンバン間が、5月29日にバッタンバンからプルサット間が、7月4日にはプルサットからプノンペン間が順次再開、1970年代に始まったカンボジア内戦以来となるプノンペンからポイペトまでの直通列車が運行された。その後は週に１本ほど旅客列車が運行されている。
このほか、2018年4月10日にはプノンペン国際空港までの支線が開業したが、2020年12月までに空港の移転の計画と新型コロナウイルス感染症の影響により廃止された。
2022年現在、南線の全線（プノンペン - シアヌークビル）で1日1往復、北線の一部区間（プノンペン - バタンバン）で1日1往復、旅客列車が運行されている。車両は主に空港シャトル路線で使われていたAS1000、ディーゼル機関車+エアコン付き客車、タイから寄贈されたRHNが使われている。

## 車両

### 蒸気機関車
動態保存の蒸気機関車が1両 (231-501) あり、不定期に運行が行われている。また136-106がプノンペン駅で静態保存されている。
| 車番    | 製造年 | メーカー名 | 軸配置       | 備考                   |
| ------- | ------ | ---------- | ------------ | ---------------------- |
| 136-106 |        |            | 2-6-2（1C1） | プノンペン駅で静態保存 |
| 231-501 | 1939年 | フランス製 | 4-6-2（2C1） | 動態保存中             |

### ディーゼル機関車
ディーゼル機関車に関しては7形式がある。
- BB1000形は1968年フランス製セミセンターキャブの4軸機関車で、4両が在籍。予備車となっている。
- BB1010形は1993年チェコスロバキア製のセミセンターキャブ機で4両が在籍する。現行[いつ?]の主力機関車として用いられている。
- BB1050形は1958年フランス製箱型18m級機であり、6両が在籍する。車軸は4軸である。内戦中は装甲板が取り付けられていた。予備車となっており殆ど運用されない。
- BB1060形は2005年中華人民共和国製で、最新鋭であるがあまり運用されていない。
- Bde400形は9両あるが、殆ど形式消滅状態となっている
- Bde410形は2両が導入されている。1993年チェコスロバキア製のセミセンターキャブ機で、旅客ではこの機関車が多く用いられる。
- YDM4型(en)は、2016年にインド鉄道からマレー鉄道へ貸し出されたインド鉄道YDM4型の一部が、2019年5月にカンボジアに導入されたもので、10両が在籍している[19][注釈 1]。形式名はインド鉄道時代のものを、車番はマレー鉄道時代のものをそれぞれそのまま継承している。2020年現在主に貨物用機関車として運用されている。

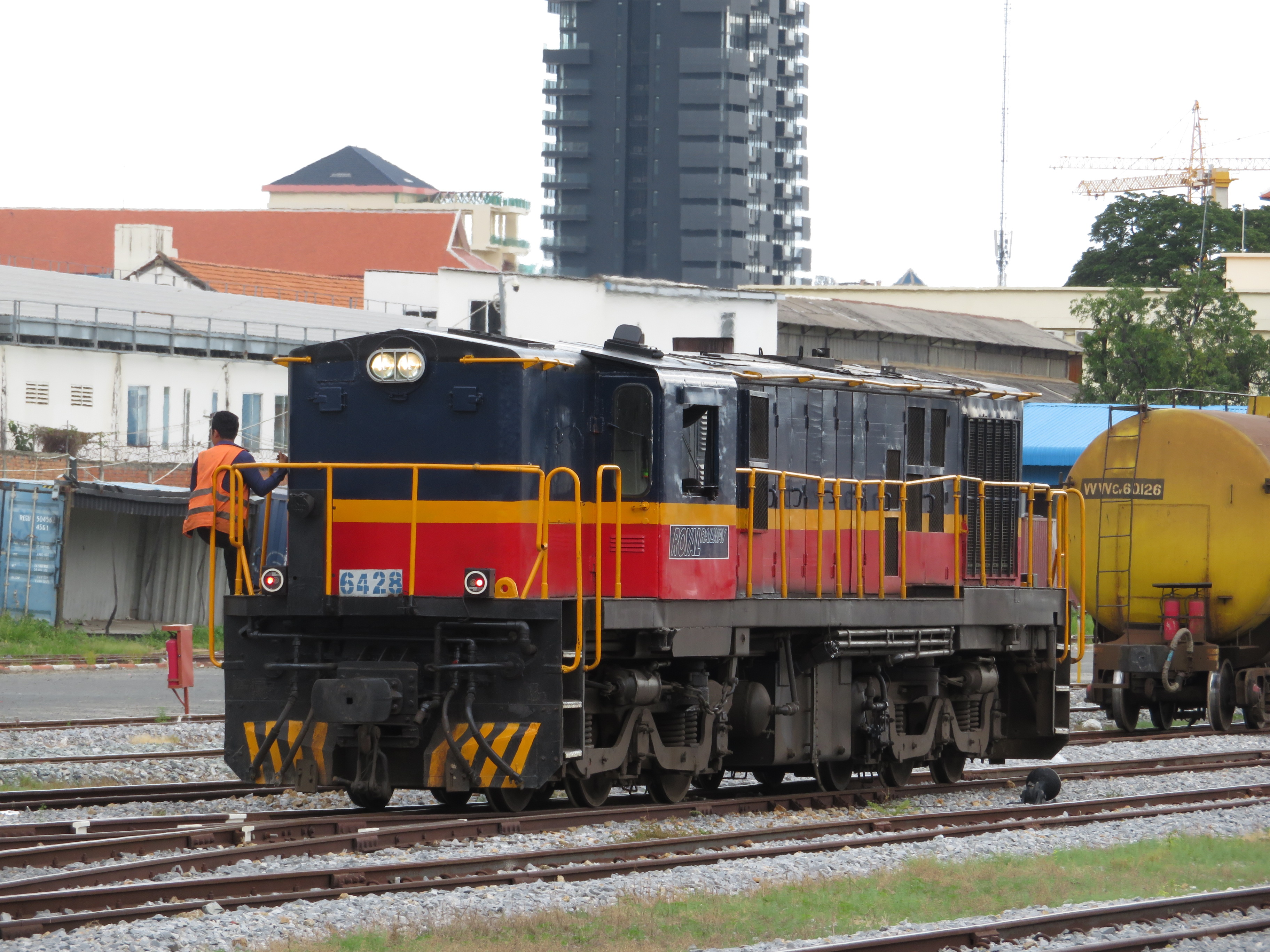
プノンペン駅にて貨車の入れ替え作業を行うYDM4型6428号機

| 形式   | 車番          | 製造年 | メーカー名                                     | 軸配置 | 備考                                           |
| ------ | ------------- | ------ | ---------------------------------------------- | ------ | ---------------------------------------------- |
| BB1000 | BB1001-BB1005 | 1965年 | フランス・アルストーム製                       | B0-B0  |                                                |
| BB1010 | BB1010-BB1014 | 1992年 | チェコスロバキア・ČKDプラハ製                  | B0-B0  | Ç                                              |
| BB1050 | BB1051-BB1056 | 1969年 | フランス・アルストーム製                       | B0-B0  | 箱型18 メートル級機                            |
| BB1060 |               | 2005年 | 中華人民共和国                                 |        |                                                |
| Bde400 |               |        | フランス・アルストーム製                       |        | 形式消滅状態                                   |
| Bde410 |               | 1993年 | チェコスロバキア・ČKDプラハ製                  |        |                                                |
| YDM4   | 6xxx          | 1961年 | アメリカ・Alco, カナダ・MLW, インド・BLW(en)製 | C0-C0  | インド鉄道からマレー鉄道を経てカンボジアに入線 |

### 気動車
長らく3両編成2本のZZ800形のみが用いられていたが、2018年9月に空港シャトル路線向けにメキシコ製のAS1000形が、翌2019年4月にはタイから4両（40,45,1035,1038）の気動車（RHN型）が導入されている。
また、キハ183系11両を購入しており、2024年4月には函館港から輸出されている。
| 形式    | 車番 | 製造年 | メーカー名                                                   | 備考                                   |
| ------- | ---- | ------ | ------------------------------------------------------------ | -------------------------------------- |
| ZZ800   | 6両  | 1969年 | ドイツ デュワグ製                                            | ZZ802・804 - 806は客車に改装           |
| RHN     | 4両  | 1971年 | 日本 日立製作所製                                            | 2019年、タイ国鉄より譲渡               |
| AS1000  | 3両  | 2018年 | メキシコ フェロビアス・デル・バヒオ（Ferrovías del Bajio）製 | 2018年の新規導入後、主力車両となる     |
| キハ183 | 11両 | 2024年 | 日本 新潟鐵工所、富士重工業、日立製作所製                    | 現地での呼称は2024年6月5日時点では不明 |

### 客車
かつて、客車は多くが非常に荒廃しており、窓ガラスは殆どなく、座席もかなりの部分が失われていた。屋根に穴が開いている車両や、中には床板が抜け落ちて走行中に地面が見える車両もあるなど、非常に危険な状況であった。現在は改修工事が施され、内外装ともに更新され冷房装置も設置された。また座席はロングシートとボックスシートが混在する。

### 貨車
有蓋車、タンク車、コンテナ車などの貨車が在籍している。

## 今後の計画
プノンペンからコンポンチャムを経てベトナムとの国境に至る225 km区間は、シンガポールと中国の昆明とを結ぶ昆明・シンガポール鉄道構想の唯一の欠落区間である。
この区間の鉄道整備の一環として、ベトナムのホーチミンまで路線を延長する計画がある。既に協定は締結されており、中国の鉄道建設企業である中国中鉄が、プノンペンのBat Doengからベトナムとの国境にあるロックニンまでの255 kmの鉄道の設計作業を行っている。ロックニンからはホーチミンまで128 kmの路線建設が提案されている。
タイおよびベトナムとの鉄道連結が完成した場合にはベトナムの鉄道、更には中華人民共和国の鉄道・タイ王国の鉄道・マレーシアの鉄道・シンガポールの鉄道とも連絡が取れることとなり、昆明 - ハノイ - ホーチミン - プノンペン - バンコク - クアラルンプール - シンガポールといった東南アジア縦断鉄道ができる事となる。国連アジア太平洋経済社会委員会(ESCAP)は、本計画により国際貨物輸送の高速化が実現するとしている。
この他に、トンレサップ湖の北側を通ってシェムリアップを結ぶ路線や、ラオスと連絡する路線なども提案されている。

## バンブートレイン

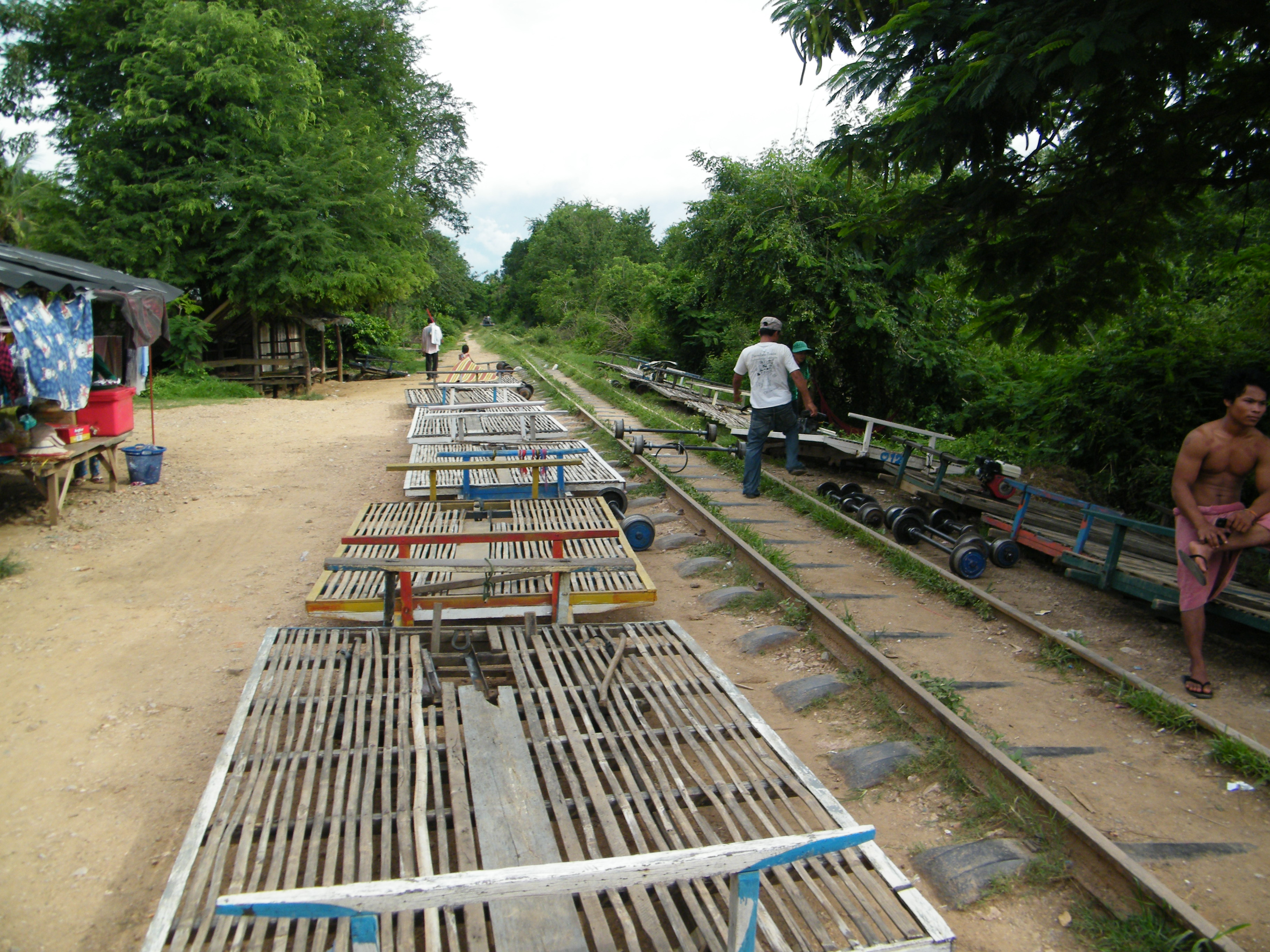
バンブートレインの駅

カンボジア国鉄の路線では列車本数が極めて少なく、しかもその他の公共交通手段も発達していないことから、地元の住民が竹製の板に金属の台車を組み合わせてエンジンを搭載して自作した「バンブートレイン」と呼ばれるトロッコのような車両が勝手にカンボジア国鉄の線路を利用して走り回っている。ブレーキは手で棒を車輪に押し当てる原始的なものである。運賃を徴収して旅客・貨物輸送を不定期に行っており、バタンバン周辺では観光用にもなっている。プノンペン付近では、バッダング駅からプノンペン国際空港付近の踏切まで最高速度20 km/h程度で90分掛けて走るバンブートレインがおり、「空港連絡トロッコ」とも言うべき存在となっている。バンブートレイン同士が線路上で遭遇した時には、荷物や旅客が少ない方が線路上から車両を取り外して譲る了解があり、また正規の列車が走ってきた時には必ず譲ることになっている。
鉄道リハビリプロジェクトの進展に伴って、こうしたバンブートレインの運行者には補償金が支払われ、道路交通への移転促進策が採られている。

## 隣接国との鉄道接続状況
- タイ - 接続あり
- ラオス - 接続なし
- ベトナム - 接続なし